# Francesc Carreras Reura
Francesc Carreras Reura (Maó, 5 de juny de 1896 - Madrid, 12 d'octubre de 1951) fou un polític republicà menorquí, diputat a Corts i governador civil durant la Segona República Espanyola.

## Biografia
Era el tercer fill d'una família de classe mitjana de tendència republicana. El seu pare, Lluc Carreras, era funcionari de l'ajuntament de Maó i secretari de la cambra de comerç local.
Va estudiar el batxillerat a Maó i va anar a Madrid a estudiar Ciències Exactes en la Universitat Central, llicenciant-se en 1917. Va tornar a Menorca i durant dos anys va fer classe a l'Institut de Maó. Tanmateix va tornar a Madrid en el curs 1918-1919, ja que el seu germà Mateu s'hi havia instal·lat per exercir la Medicina. A més de membre rellevant de la vida intel·lectual madrilenya (va ser directiu de l'Ateneo de Madrid), Mateu va arribar a ser el metge personal de Manuel Azaña. Francesc va estudiar Farmàcia a Madrid i, després d'obtenir la llicenciatura va obrir una farmàcia a Madrid.
El seu compromís polític data d'aquestes dates, fruit de l'influx familiar, tant del seu pare, un dels membres més destacats del republicanisme local de Maó, com del seu germà, involucrat en els cercles republicans madrilenys de la mà de Azaña. També, com el seu pare i el seu germà, va ingressar en la maçoneria. Encara que en 1921 Francesc va intervenir a Maó al congrés constituent de la Joventut Republicana, fou a Madrid on va desenvolupar les seves activitats polítiques durant la dictadura de Primo de Rivera. En 1925 va ser un dels fundadors del Grup d'Acció Política, que un any després canvià la seva denominació a Grup d'Acció Republicana, el partit liderat per Manuel Azaña, sent un personatge de prestigi en els cercles republicans de la capital. Amb la creació de l'Aliança Republicana a l'octubre de 1930, Carreras va ser nomenat membre del consell nacional de l'agrupació de partits i grups republicans. En 1928 es va casar amb la sevillana Carmen Luque.
En proclamar-se la Segona República, el govern provisional el va nomenar governador civil de les Illes Balears. Era el governador civil més jove de tot Espanya. Aquesta primera fornada de governadors civils de la República va tenir la missió de modernitzar l'administració provincial. A més d'això, Carreras es va distingir en la creació de nous grups escolars que poguessin escolaritzar completament els infants. L'impuls donat per Carreres a la construcció d'escoles va ser destacat per l'escriptor i periodista republicà Luis Bello Trompeta. Nogensmenys, Carreras va abandonar el càrrec al setembre del mateix any, per ser candidat per la circumscripció de Palma en l'elecció parcial que va haver de disputar-se el 4 d'octubre en renunciar Azaña a l'escó obtingut en la primera volta en aquesta circumscripció (havia estat escollit també per la circumscripció de València-capital i va haver de renunciar a un d'ells). Carreras va obtenir l'escó en joc i va ser diputat d'Acció Republicana durant la legislatura constituent. En aquesta legislatura, Carreras va ser un dels diputats d'Acció Republicana que més es va distingir en la defensa de l'estatut d'autonomia de Catalunya
Va ser de nou candidat en 1933, en una de les poques candidatures, de nou per la circumscripció de Palma, en la qual es mantenia la coalició entre Acció Republicana, socialistes i radical-socialistes, sense aconseguir escó. Davant això, Carreras va tornar a la seva farmàcia al mateix temps que feia classes de Matemàtiques a l'Institut de San Isidro. No obstant això, no va abandonar el seu compromís polític i així, al mateix temps que a nivell estatal es creava Izquierda Republicana, a la primavera de 1934 va ser un dels fundadors d'Esquerra Republicana Balear. Des de llavors es va involucrar en la labor política a les illes.
En les eleccions de febrer va ser candidat d'Esquerra Republicana en la candidatura del Front Popular per la circumscripció de Palma, però no va resultar escollit tampoc (la candidatura dretana va copar els set escons de la circumscripció). Poc després fou designat governador civil de Madrid. Dos mesos després, a l'abril va ser un dels compromissaris elegits a Palma en les candidatures del Front Popular per a l'elecció del president de la República a l'abril de 1936.
Després de l'esclat de la Guerra Civil Carreras va cessar com a governador civil al setembre. El càrrec quedaria vacant fins a octubre, quan ho va assumir el diputat socialista Carlos Rubiera Rodríguez. Al llarg de la guerra va ocupar diversos càrrecs al govern de la República, entre ells el de director general de Farmàcia, des del qual tenia la responsabilitat de garantir el subministrament de medicaments bàsics. Se sap també que va intervenir en el nomenament de José Brandaris de la Costa com a governador militar de Menorca. En 1938, va representar a Espanya en la Comissió Consultiva de l'Opi de la Societat de Nacions.
El gener de 1939 va partir a l'exili amb la seva dona i la seva filla. Primer a França, des d'on va partir al març a Colòmbia, on va ser assessor tècnic d'estupefaents del Ministeri de Treball, Higiene i Previsió Social, al govern del liberal Eduardo Santos. Carreras va treballar en l'estudi del cultiu de la fulla de coca i en les conseqüències del tràfic de drogues. Amb el canvi del govern, en 1944 es va establir a Mèxic, on va ser consultor en química de l'editorial UTEHA (de la qual era gerent el també exiliat i menorquí Estanislau Ruiz i Ponsetí) i professor de l'Escuela de Altos Estudios Mexicanos. Allí també es va involucrar en els assumptes polítics de l'exili republicà espanyol, sent secretari de l'Ateneo Salmerón, membre de la direcció d'Izquierda Republicana i director de la revista del mateix nom.
Va tornar malalt a Espanya dos mesos abans de morir, de càncer, a Madrid.

## Obres
- Las toxicomanías en Colombia (1940)
- Breve nota sobre la coca, problema médico-social de Colombia (1941)